# Almaguer
Almaguer é um município da Colômbia, localizado no departamento de Cauca.